# Malo Gusto
Malo Arthur Gusto, född 19 maj 2003, är en fransk professionell fotbollsspelare som spelar som högerback för Premier League-klubben Chelsea och Frankrikes landslag.